# Simfonia núm. 5 (Mahler)
La Simfonia número 5, en do sostingut menor, de Gustav Mahler, composta entre 1901 i 1902, és una de les seves obres més conegudes i més executades arreu del món. Mahler va dirigir la primera actuació a l'antiga Sala Gürzenich de Colònia, amb l'orquestra titular, el 18 d'octubre de 1904.
Composta als quaranta-dos anys, marca l'inici de la maduresa musical de Mahler, sent la primera de la trilogia de simfonies realistes i purament instrumentals -núms 5, 6 i 7- que l'ocuparen durant el seu període mitjà.
Està estructurada en tres parts amb cinc moviments (la primera part: dos primers moviments, segona part: tercer moviment i tercera part: dos últims moviments). La seva durada en una interpretació típica és d'uns 75 minuts.
Aquesta simfonia va trigar dècades a ser reconeguda i apreciada pel públic, a causa de la seva gosadia creativa i del seu caràcter innovador, que trencaven els motlles d'un simfonisme deutor del Romanticisme. Actualment ja és un clàssic i és una de les obres més conegudes de Mahler, amb un cèlebre Adagietto immortalitzat per Visconti en el seu film Morte a Venezia.

## Moviments
La planificació de l'obra, dividida en cinc moviments, permet contemplar el relat simfònic en tres parts: la primera i la tercera agrupen respectivament dos moviments, situant el vigorós Scherzo com a part central.
- Primera part
  - 1. Trauermarsch (Marxa fúnebre). In gemessenem Schritt. Streng. Wie ein Kondukt (A un ritme mesurat. Estricte. Com una processó fúnebre.) do♯ menor
  - 2. Stürmisch bewegt. Mit grösster Vehemenz (Tempestuosament agitat, amb la màxima vehemència) la menor
- Segona part
  - 3. Scherzo. Kräftig, nicht zu schnell (Vigorós, no gaire ràpid) re major
- Tercera part
  - 4. Adagietto. Sehr langsam (Molt lent) fa major
  - 5. Rondo-Finale. Allegro – Allegro giocoso. Frisch (Fresc) re major

## Origen i context
En les quatre primeres simfonies, Mahler lluita per identificar-se amb diversos idealismes juvenils: el poder de la voluntat sobre el destí en la primera, el missatge cristià o la resurrecció en la segona, el panteisme dionisíac de Nietzsche en la tercera, la indestructibilitat de la innocència a la quarta. Les quatre primeres simfonies havien estat "Simfonies cançons", en totes s'hi pot trobar la poesia juvenil de les primeres cançons de Mahler, siguin en arranjaments instrumentals siguin cantats per veus. La Cinquena Simfonia sol ser vista com un nou començament en l'estil de Mahler. Ell mateix en va dir: «Un nou començament exigeix una nova tècnica». En la Cinquena, tot i que utilitza algunes frases d'aquestes cançons, deixen de tenir un paper important.

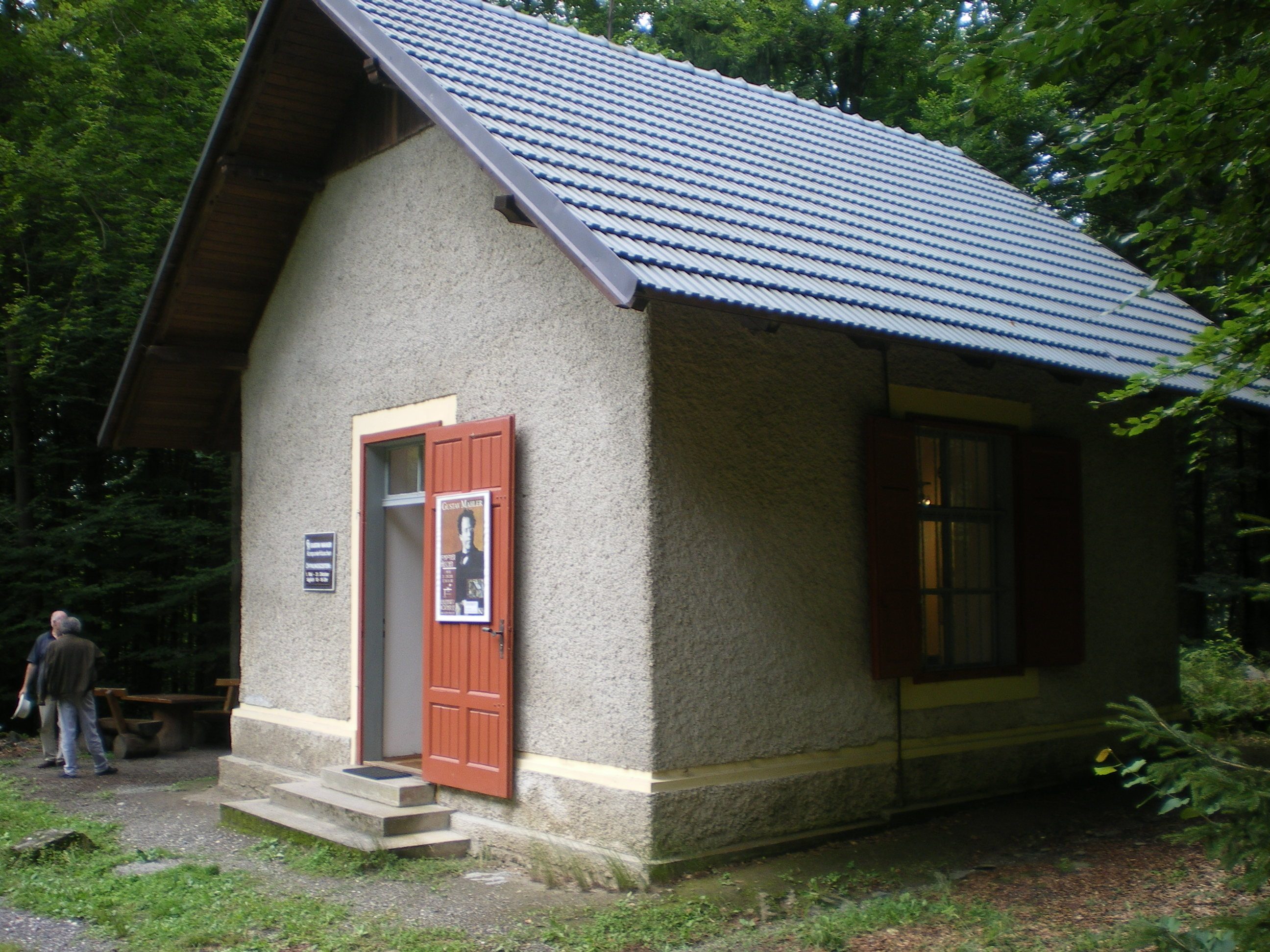
Caseta de Mahler a Maiernigg (prop de Klagenfurt) a la vora del Wörthersee a Caríntia.

Mahler va compondre la Cinquena Simfonia els estius de 1901 i 1902, en un refugi d'estiu que acabava de comprar a Maiernigg, al Wörthersee, al sud d'Àustria, durant els mesos en què l'Òpera de Viena estava tancada. Allà, lluny de la tensió quotidiana de la feina com a director, hi trobava la tranquil·litat necessària per compondre. Va ser una època especialment feliç en el terreny afectiu: va conèixer Alma Schindler el novembre del 1901, i es van casar el març de l'any següent. Willem Mengelberg, primer propagador del simfonisme mahlerià, considera el quart moviment de la peça, el cèlebre Adagietto com una cançó sense paraules dedicada a Alma en aquests evocadors primers compassos, com a declaració d'amor.
Alma va ser la musa de conegudes figures del segle xx, com l'arquitecte Walter Gropius, el pintor Oskar Kokoschka o el novel·lista Franz Werfel. Educada exquisidament en l'ambient artístic vienès, tocava el piano i componia. El matrimoni convuls va durar poc temps a causa de la prematura mort del músic.

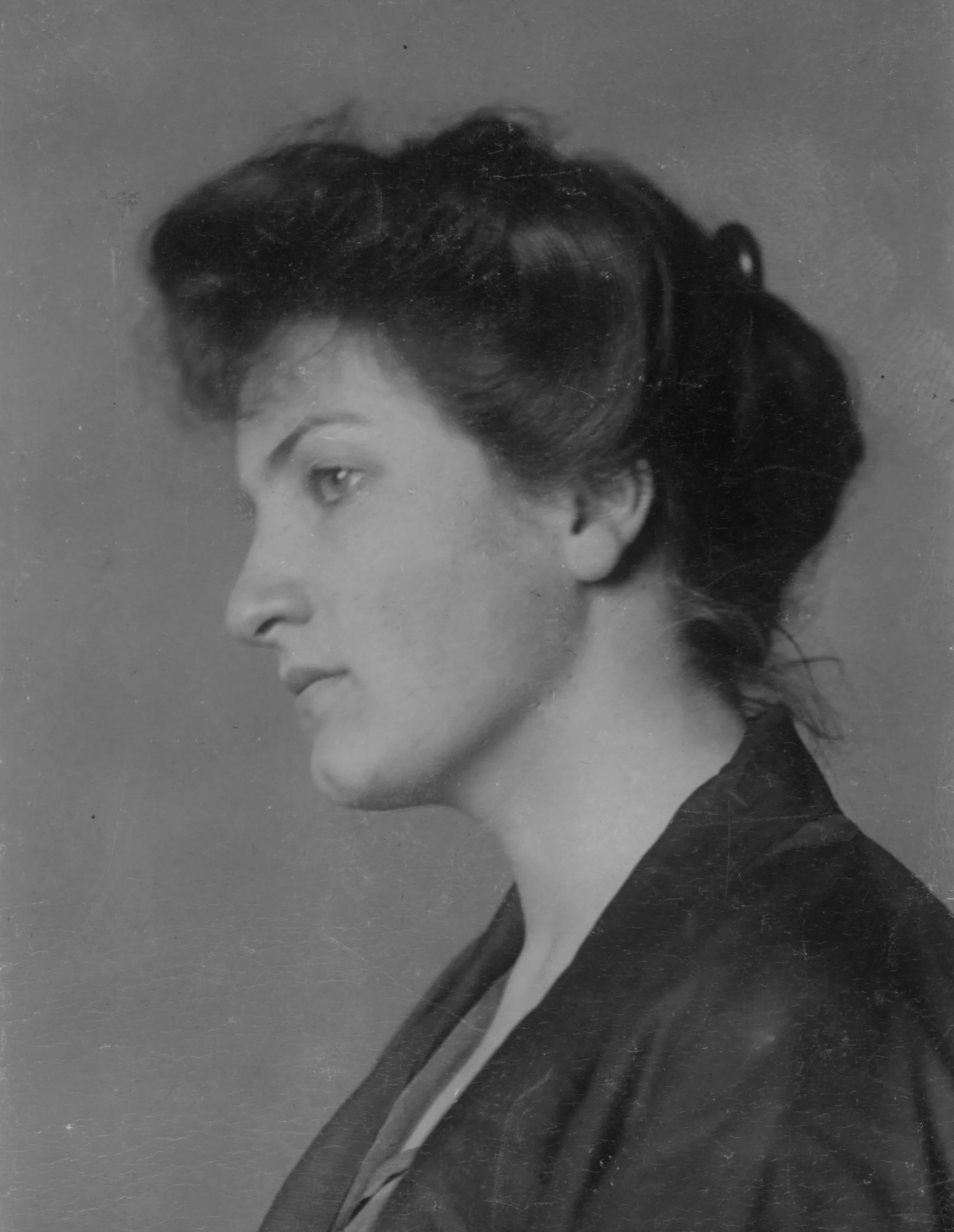
Alma Mahler, al voltant de 1902

Tot i que les simfonies de Mahler no es poden considerar que reflecteixin la seva autobiografia, així la "tràgica" Sisena Simfonia i el Kindertotenlieder (Cançons pels infants morts) van ser acabats els dos estius següents, quan encara no hi havia núvols a l'horitzó de Mahler i els seus fills creixien amb felicitat.
Cap al 1901, quan va començar a treballar en la Cinquena Simfonia, Mahler havia adquirit l'edició completa de Bach, i el seu entusiasmat descobriment el va portar a crear textures més polifòniques en la seva música. Però aquesta nova "polifonia intensificada", com l'anomenava Bruno Walter, exigia un nou estil orquestral, i això no va arribar fàcilment. Després de l'estrena el 1904, Mahler la va anar revisant fins a finals del 1907, quan va publicar la darrera versió.
Mahler no abandona completament la seva passió pel cant, i el lied continua influint el seu univers simfònic en la Cinquena Simfonia. L'Adagietto per a arpa i cordes es basa en la cançó Ich bin der Welt abhanden gekommen (M'he allunyat del món), també escrita el 1901. Segons el crític Pérez de Arteaga, aquest element líric creix en les seves simfonies. Sense necessitat de paraules ni programes, moments de diàleg, discussió i altercat es converteixen en soliloquis. Així, la queixa solemne dels violoncels creix batega el timbal en el segon moviment, el vals es transforma en un monòleg al trio de lScherzo, lAdagietto s'expandeix com una romança, i la Trauermarsch evoluciona fins a un final misteriós.
La Cinquena Simfonia és un exemple extrem de dues característiques mahlerianes: el seu perfeccionisme en l'orquestració i la seva desconfiança sovint quasi neuròtica de les seves capacitats. Per aquests motius la simfonia va experimentar interminables revisions sobre revisions fins a la mort del compositor. Alma Mahler descriu, en el seu llibre sobre Mahler, els primers assajos de la Cinquena a Viena, mesos abans de l'estrena mundial a Colònia:
| « | A principis d'any hi havia hagut un assaig de lectura amb la Filharmònica que vaig escoltar sense ser vista des de la galeria. Havia escoltat cada tema al meu cap mentre copiava la partitura, però ara no els podia reconèixer! Mahler havia destacat els instruments de percussió i els timbals amb tanta bogeria i persistència que poc més enllà del ritme era reconeixible. Vaig anar a casa plorant en veu alta. Ell em seguia. Durant molta estona em vaig negar a parlar. Per fi vaig dir entre els meus sanglots: "L'has escrit per a percussió i res més!" Va riure i després va agafar la partitura i va ratllar en vermell totes les timbales i la meitat dels instruments de percussió, també. Sonava igual, però la meva apassionada protesta va canviar la balança. | » |

Finalment, en una de les seves últimes cartes, Mahler va dir al seu amic compositor i crític musical Georg Göhler: 
| « | La Cinquena s'ha acabat. M'he vist obligat a reorquestrar-la completament. No acabo d'entendre com en aquell moment [1902] podria haver-me equivocat tant com un inexpert. Evidentment, la rutina que havia adquirit en les meves primeres quatre simfonies em va abandonar completament. És com si el meu missatge musical totalment nou exigís una nova tècnica. | » |

El director d'orquestra Bruno Walter destaca, en la seva anàlisi de la Cinquena: 
| « | Ni una sola nota de l'obra sembla suggerir que un pensament o una emoció extramusical hagi intervingut en la composició. Tenim aquí música, i res més. De vegades apassionada, i d'altres turbulenta, heroica, exuberant, ardent, solemne o tendra, recorre tota la gamma emotiva. Però, en tot cas, és només música. | » |

## Representacions
Com en altres simfonies de Mahler, la Cinquena no es va entendre després de la seva estrena. El 1905, després d'una actuació infructuosa a Hamburg dirigida per ell mateix, Mahler es va queixar: «La cinquena és una obra maleïda. Ningú l'entén». Les crítiques musicals dels anys posteriors a l'estrena van ser majoritàriament negatives. Per exemple, el crític musical Ferdinand Pfohl va jutjar que la 5a simfonia era una de les obres més febles de Mahler. Només la New Magazine for Music va donar a la simfonia un testimoni benèvol ja el 1905 i parlava d'una «riquesa aclaparadora de bellesa». Només després de la mort de Mahler, l'obra va ser cada cop més apreciada.
Als Estats Units es va estrenar el 25 de març de 1905 amb Frank van der Stucken dirigint la Simfònica de Cincinnati.
A Catalunya es va estrenar a Barcelona l'11 de febrer de 1921 al Palau de la Música amb l'orquestra de l'Associació d'Amics de la Música dirigida per Francesc Pujol.

## Anàlisi musical

### Part I

#### 1.Trauermarsch

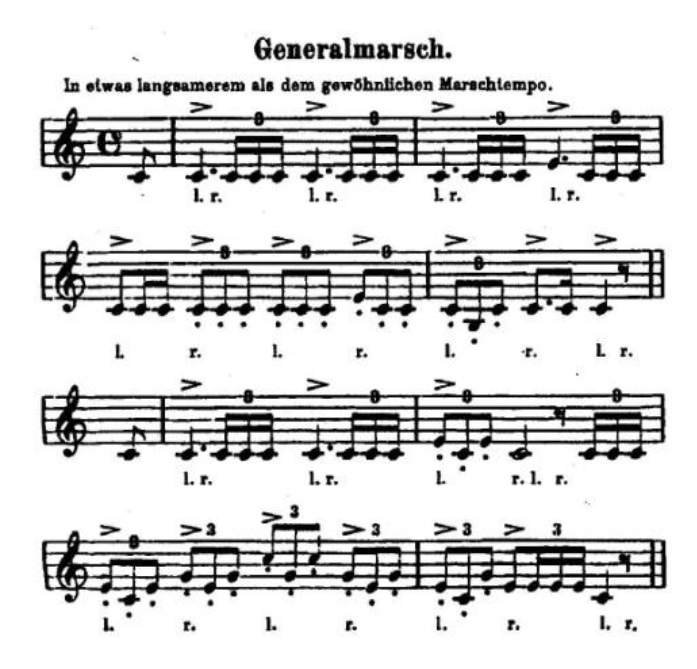
Generalmarsch (Presentation March) of the Austro-Hungarian Army

El primer moviment s'obre amb un gest típic de Mahler: una fanfàrria de trompeta que seria, com totes les altres, un record dels sons de les casernes de l'exèrcit escoltats durant la infància i que cita la Generalmarsch de l'Exèrcit austrohongarès.
Audio playback is not supported in your browser. You can download the audio file.
La fanfàrria introdueix dos temes de la marxa fúnebre en do menor, sempre persistent en la seva obra, primer un lament per a les cordes, després contrastada amb una processó del vent fusta. És un llarg passatge de dolor vehement i apassionat, de vegades amb desesperació salvatge, que finalment s'apaga amb les notes d'advertència del toc de trompeta d'obertura.
Audio playback is not supported in your browser. You can download the audio file.
Les quatre notes repetides de la trompeta del començament, que alguns especialistes consideren una personal i curiosa imitació del motiu inicial de la Cinquena de Beethoven, és segons Barham un desenvolupament simfònic que és una font de sorpreses, fruit d'una energia i un mestratge orquestral extraordinaris. Segons Matthews, no es pot dir que sigui una simfonia convencional quan és una obra que comença amb una marxa fúnebre que inclou un mini concert de trompeta.
La marxa s'interromp dues vegades amb un tema secundari més tranquil:
Audio playback is not supported in your browser. You can download the audio file.
Una vegada més la trompeta recorda els primers compassos de la simfonia, però aquesta vegada ho fa de forma més violenta i acompanyada de forma ferotge però planera dels violins que llancen una escala descendent mentre la trompeta es veu empesa a cridar la seva angoixa. L'intent d'introduir una varietat més elevada es deixa de banda ràpidament en l'agitació. A poc a poc es torna al ritme lent original i a
la processó que s'hi havia associat. Tornen els violins en un context de ritme lent descendent, i el moviment es desintegra en recordatoris fantasmals de la fanfàrria i un signe de puntuació final enigmàtic i salvatge.

#### 2.Stürmisch bewegt, mit größter Vehemenz
El segon moviment sona com una reescriptura de l'anterior, comparteix material, és semblant en ritme i tempo, i fa la sensació que tornem a començar. Però si el primer és un moviment lent amb una interrupció ràpida, el segon és un moviment ràpid que torna diverses vegades al ritme de la marxa fúnebre.
S'obre amb el mateix tarannà de desesperació i frenesí salvatge que la segona secció del primer i també torna la música fúnebre. Però aquest moviment es mou en sentit contrari: la ferocitat de l'obertura deixa pas a una música més reflexiva. Els dos estats d'ànim es juxtaposen fins que hi ha una sobtada oscil·lació cap a l'optimisme, que ràpidament s'esvaeix per acabar a l'ombra amb un final fantasmal i aterridor. Pel fet que els dos moviments estan estretament lligats, s'han de considerar que formen conjuntament la primera part de tota l'obra. En tot el segon moviment, un tempestuós Allegro en la menor, ens mostra com és de fonamental el concepte de la Marxa fúnebre en la simfonia.
Hi ha molts elements compartits entre el primer i el segon moviment. Un motiu sospirant escoltat en el primer moviment
Audio playback is not supported in your browser. You can download the audio file.
es fa més destacat en el segon moviment
Audio playback is not supported in your browser. You can download the audio file.
i condueix al primer tema.
Audio playback is not supported in your browser. You can download the audio file.
La Marca d'assaig 5, marcada im Tempo des ersten Satzes "Trauermarsch", introdueix un tema acompanyat del motiu de sospirs i un motiu de corxera repetit des de l'inici del moviment.
Audio playback is not supported in your browser. You can download the audio file.
Més tard, un altre retorn al Tempo des ersten Satzes: Trauermarsch, porta un retorn al tema secundari del primer moviment.
Un coral triomfant esclata però es dissol en un retorn del material tràgic de l'obertura del moviment.
Audio playback is not supported in your browser. You can download the audio file.

### Part II

#### 3.Scherzo
L'Scherzo central es presenta animat i exuberant, com si no vinguéssim d'un drama. Quatre trompes a l'uníson declaren l'obertura. De seguida la primera trompa de l'orquestra té un paper important, Mahler l'anomena "corno obbligato". El moviment és un ländler (danses folklòriques austríaques semblants a un vals) a gran escala, tot i que hi ha moments de reflexió i malestar. D'acord amb la correspondència de Mahler amb Willem Mengelberg, la trompa obligada d'aquest enregistrament s'hauria d'interpretar des de la part davantera de la plataforma del concert.
Audio playback is not supported in your browser. You can download the audio file.
Audio playback is not supported in your browser. You can download the audio file.
Audio playback is not supported in your browser. You can download the audio file.

### Part III

#### 4.Adagietto
L'Adagietto composta només per a la secció de cordes i una arpa solista, és essencialment un interludi. Els temes són:
Audio playback is not supported in your browser. You can download the audio file.
Audio playback is not supported in your browser. You can download the audio file.
El diminutiu del títol fa referència a la seva brevetat. Si un moviment pot transmetre l'essència del dolor de cor de Mahler, és l'Adagietto. L'orquestra es redueix a les cordes i l'arpa, i es podria seguir aprenent per sempre de l'estrany sentit dels detalls amb què Mahler mou aquests pocs fils de so. L'Adagietto és semblant a una de les primeres cançons de Friedrich Rückert de Mahler: Ich bin der Welt abhanden gekommen ("Estic perdut en el món"). L'Adagietto arriba com un moment de pau total entre les tempestes que l'envolten.
El quart moviment pot ser la composició més famosa de Mahler i és la peça més interpretada de les seves obres. L'estrena britànica al Regne Unit de tota la Simfonia núm. 5 es va produir el 1945, 36 anys després de la de l'Adagietto, que va ser dirigida per Henry Wood en un concert a The Proms el 1909.
S'ha dit que representa la cançó d'amor de Mahler a la seva dona Alma. Segons una carta que va escriure a Willem Mengelberg, el compositor va deixar un petit poema:
Wie ich Dich liebe, Du meine Sonne,

ich kann mit Worten Dir's nicht sagen.

Nur meine Sehnsucht kann ich Dir klagen

und meine Liebe, meine Wonne!
De quina manera t'estimo, el meu raig de sol,

No t'ho puc dir amb paraules.

Només el meu desig, el meu amor i la meva felicitat

puc declarar amb angoixa. 
La instrucció de Mahler és Sehr langsam (molt lentament). Mahler i Mengelberg la van tocar en uns 7 minuts. Alguns directors han modificat els tempos que l'amplien fins a gairebé 12 minuts (per exemple els enregistraments d'Eliahu Inbal, Herbert von Karajan i Claudio Abbado), mentre que Simon Rattle amb la Berlin Philharmonic ho va interpretar en 9 1⁄2 minuts. L'actuació més curta registrada és de Mengelberg (Concertgebouw, 1926) amb 7′04″. L'enregistrament comercial més llarg és el de Bernard Haitink (Berliner Philharmoniker, 1988) amb 13′55″. Una gravació d'una actuació en directe amb Hermann Scherchen dirigint l'Orquestra de Filadèlfia de 1964 dura 15′15″.
Leonard Bernstein la va dirigir durant el funeral per a Robert F. Kennedy a St. Patrick's Cathedral, Manhattan, el 8 de juny de 1968, i també analitza breument aquesta secció juntament amb els primers compassos del segon moviment a les seves Charles Eliot Norton Lectures de 1973.
Tot i que l'Adagietto s'havia interpretat sol, va tenir un protagonisme popular (és a dir, no clàssic) a la pel·lícula de Luchino Visconti de 1971 Morte a Venezia. En aquella pel·lícula, el personatge principal es va modificar de la concepció original d'escriptor de la novel·la a la de compositor, amb elements en comú amb Mahler. Des de llavors, la música s'ha utilitzat en molts camps, des de la publicitat i el patinatge artístic fins a la televisió i altres usos cinematogràfics, convertint-la fàcilment en la peça més familiar de la producció musical de Mahler.
El professor de música Jeremy Barham va escriure que l'Adagietto s'ha convertit en el més "prominent comercialment" dels moviments simfònics de Mahler, i que ha "acumulat un significat elegíac" en la consciència popular al llarg dels anys, esdevenint especialment utilitzat en esdeveniments commemoratius posteriors als atemptats de l'11 de setembre de 2001 als Estats Units.

#### 5. Rondo finale
El rondo final és un contrapuntístic tour de force. Diversos dels temes evolucionen a partir dels fragments escoltats als compassos d'obertura. L'últim moviment també utilitza temes de l'Adagietto així com el coral del segon moviment.
Audio playback is not supported in your browser. You can download the audio file.
Audio playback is not supported in your browser. You can download the audio file.
Audio playback is not supported in your browser. You can download the audio file.
Audio playback is not supported in your browser. You can download the audio file.
En aquest darrer moviment, com si proposés que ens prenguem d’una manera més relaxada allò que no podem entendre del tot, Mahler agafa per als primers compassos amb el vent fusta les idees musicals del lied Lob des hohen Verstandes (Lloança de la ment superior). Aquest és una de les poques cançons satíriques i divertides que va escriure: es basava en un concurs de cant entre el cucut i el rossinyol amb un ase com a jutge.

## Orquestració
4 flautes (la 3a i 4a flauta doblen a piccolos), 3 oboès (el 3r oboè dobla a corn anglès), 3 clarinets (el 3r dobla a clarinet baix), 3 fagots (el 3r fagot dobla a contrafagot), 6 trompes, 4 trompetes (tenen variabilitat tonal, en Fa i Si bemoll), 3 trombons, 1 tuba, timbals, glockenspiel, triangle, caixes, tam-tam (entre altres instruments de percussió) i arpa, (violins I i II, violes, violoncels i contrabaixos).